# Engelov razvoj
Engelov razvoj (angleško Engel expansion) pozitivnega realnega števila x je enolično nepadajoče zaporedje pozitivnih celih števil {\displaystyle \{a_{1},a_{2},a_{3},\dots \}}, da velja:
{\displaystyle x={\frac {1}{a_{1}}}+{\frac {1}{a_{1}a_{2}}}+{\frac {1}{a_{1}a_{2}a_{3}}}+\cdots \!\,.}
Racionalna števila imajo končni Engelov razvoj, iracionalna pa neskončnega. Če je x racionalen, Engelov razvoj zagotavlja predstavitev x kot egipčanski ulomek. Engelovi razvoji se imenujejo po Friedrichu Engelu, ki jih je raziskoval leta 1913.

## Engelovi razvoji, verižni ulomki in Fibonacci
Kraaikamp in Wu sta pokazala, da je moč Engelov razvoj zapisati tudi kot naraščajočo različico verižnega ulomka:
{\displaystyle x={\frac {\displaystyle 1+{\frac {\displaystyle 1+{\frac {\displaystyle 1+\cdots }{\displaystyle a_{3}}}}{\displaystyle a_{2}}}}{\displaystyle a_{1}}}\!\,.}
Trdita da je naraščajoče verižne ulomke takšne oblike raziskoval že Leonardo Fibonacci v delu Knjiga o abaku (Liber Abaci) leta 1202. Izhajata iz Fibonaccijevega sestavljenega zapisa ulomkov, kjer ima zaporedje števcev in imenovalcev skupno ulomkovo črto, in predstavlja naraščajoči verižni ulomek:
{\displaystyle {\frac {a\ b\ c\ d}{e\ f\ g\ h}}={\frac {d+{\frac {c+{\frac {b+{\frac {a}{e}}}{f}}}{g}}}{h}}\equiv \{a_{1},a_{2},a_{3},\dots \}\!\,.}
Če imajo v takšnem zapisu, ki so pojavi na več mestih v Fibonaccijevem delu, vsi števci vrednost 0 ali 1, je zapis enak Engelovemu razvoju. Vendar splošni postopek Engelovega razvoja, kot se zdi, ni opisal Fibonacci.

## Algoritem za računanje Engelovih razvojev
Za iskanje Engelovega razvoja x naj je: 
{\displaystyle u_{1}=x\!\,,}
{\displaystyle a_{k}=\left\lceil {\frac {1}{u_{k}}}\right\rceil \!\,,}
in:
{\displaystyle u_{k+1}=u_{k}a_{k}-1\!\,,}
kjer je {\displaystyle \left\lceil r\right\rceil } zgornji celi del (najmanjše celo število večje ali enako od r). 
Če je {\displaystyle u_{i}=0} za kakšen i, se algoritem ustavi.

## Zgled
Za Engelov razvoj števila 1,175 imamo:
{\displaystyle u_{1}=1,175,\quad a_{1}=\left\lceil {\frac {1}{1,175}}\right\rceil =1;}
{\displaystyle u_{2}=u_{1}a_{1}-1=1,175\cdot 1-1=0,175,\quad a_{2}=\left\lceil {\frac {1}{0,175}}\right\rceil =6;}
{\displaystyle u_{3}=u_{2}a_{2}-1=0,175\cdot 6-1=0,05,\quad a_{3}=\left\lceil {\frac {1}{0,05}}\right\rceil =20;}
{\displaystyle u_{4}=u_{3}a_{3}-1=0,05\cdot 20-1=0\!\,.}
Zaporedje se tu konča. Tako je:
{\displaystyle 1,175={\frac {1}{1}}+{\frac {1}{1\cdot 6}}+{\frac {1}{1\cdot 6\cdot 20}}}
in Engelov razvoj števila {\displaystyle 1,175} je {\displaystyle \{1,6,20\}\;}.

## Engelovi razvoji racionalnih števil
Vsako pozitivno racionalno število ima enolični končni Engelov razvoj. Če je v algoritmu za Engelov razvoj ui racionalno število x/y, potem je ui+1 = (−y mod x)/y. Zaradi tega se v vsakem koraku števec preostalega ulomka ui poveča in se mora proces konstruiranja Engelovega razvoja končati v končnem številu korakov. Vsako racionalno število ima tudi enoličen neskončni Engelov razvoj. S pomočjo enakosti:
{\displaystyle {\frac {1}{n}}=\sum _{r=1}^{\infty }{\frac {1}{(n+1)^{r}}}\!\,}
se lahko končna števka n v končnem Engelovem razvoju zamenja z neskončnim zaporedjem členov (n + 1), ne da bi se vrednost števila spremenila. Na primer:
{\displaystyle 1,175=\{1,6,20\}=\{1,6,21,21,21,\dots \}\!\,.}
To je podobno dejstvu da ima vsako racionalno število s končnim številom decimalk tudi neskončni decimalni zapis (glej 0,999...).

## Engelovi razvoji nekaterih znanih števil
| simbol                        | Engelov razvoj | OEIS    | ime                            |
| ----------------------------- | --- | ------- | ------------------------------ |
| {\displaystyle \pi \;}        | {\displaystyle \{1,1,1,8,8,17,19,300,1991,2492,\dots \}\;}                                                                        | A006784 | π                              |
| {\displaystyle e\;}           | {\displaystyle \{1,1,2,3,4,5,6,7,8,9,10,11,12,13,\dots \}\;} V splošnem: {\displaystyle e^{1/r}-1=\{1r,2r,3r,4r,5r,6r,\dots \}\;} | A000027 | e                              |
| {\displaystyle K_{0}\;}       | {\displaystyle \{1,1,2,3,9,70,117,503,648,1078,12868,41235,178650,\dots \}\;}                                                     | A054544 | Hinčinova konstanta            |
| {\displaystyle {\sqrt {3}}\;} | {\displaystyle \{1,2,3,3,6,17,23,25,27,73,\dots \}\;}                                                                             | A028257 | kvadratni koren iz 3           |
| {\displaystyle \zeta (2)\;}   | {\displaystyle \{1,2,4,7,9,22,35,79,2992,3597,17523,28632,41470,53093,\dots \}\;}                                                 | A059186 | ζ(2)                           |
| {\displaystyle \Phi \;}       | {\displaystyle \{1,2,5,6,13,16,16,38,48,58,104,\dots \}\;}                                                                        | A028259 | število zlatega reza           |
| {\displaystyle {\sqrt {2}}\;} | {\displaystyle \{1,3,5,5,16,18,78,102,120,144,\dots \}\;}                                                                         | A028254 | kvadratni koren iz 2           |
| {\displaystyle \zeta (3)\;}   | {\displaystyle \{1,5,98,127,923,5474,16490,25355,37910,85150,\dots \}\;}                                                          | A053980 | ζ(3) (Apéryjeva konstanta)     |
| {\displaystyle 1\;}           | {\displaystyle \{2,2,2,2,2,\dots \}\;}                                                                                            |         | 1                              |
| {\displaystyle K\;}           | {\displaystyle \{2,2,2,4,4,5,5,12,13,41,110,\dots \}\;}                                                                           | A054543 | Catalanova konstanta           |
| {\displaystyle \gamma \;}     | {\displaystyle \{2,7,13,19,85,2601,9602,46268,4812284,\dots \}\;}                                                                 | A053977 | Euler-Mascheronijeva konstanta |

V splošnem je Engelov razvoj s konstantnimi členi geometrično zaporedje.